# سنت بروارد
سنت بروارد (به انگلیسی: St Breward) یک روستا و محله مدنی در بریتانیا است که در کورنوال واقع شده‌است.